# Jagdgruppe 11
Jagdgruppe 11 – JGr 11 – wyspecjalizowana jednostka lotnicza Luftstreitkräfte z okresu I wojny światowej.
Jagdgruppe była tymczasową grupą bojową składającą się z kilku współpracujących ze sobą eskadr myśliwskich. Jagdgruppe 11 działała w składzie (sierpień 1917) Jagdstaffel 7, Jagdstaffel 29, Jagdstaffel 35 i Jagdstaffel 33 pod dowództwem Otto Schmidta.
W kwietniu 1918 roku działała w obrębie 18 Armii i w jej skład wchodziły Jagdstaffel 17, Jagdstaffel 48, Jagdstaffel 53 i Jagdstaffel 61. Wówczas dowództwo nad grupą było w rękach Rittmeistera von Brederlow.

## Dowódcy Grupy
| Stopień   | Nazwisko                  | Okres                   |
| --------- | ------------------------- | ----------------------- |
| Porucznik | Otto Schmidt              | 24.08.1917 – 18.11.1917 |
|           | Rittmeister von Brederlow | 18.11.1917 –            |